# Arte comercial
Arte Comercial é a nomeclatura que inicialmente foi utilizada para definir o que mais tarde se baptizou de design gráfico. No final do século XIX e no início do século XX, os posters e anúncios eram criados por artistas e artesãos que, a mando dos clientes, realizavam com algumas das técnicas disponíveis na época, trabalhos criativos de comunicação (informação e promoção de locais, produtos e eventos). Jules Chéret, Alfons Maria Mucha, Henri de Toulouse-Lautrec podem ser ditos como artistas comerciais pioneiros.